# Yalman
Yalman è un comune dell'Azerbaigian situato nel distretto di Göyçay. Conta una popolazione di 953 abitanti.